# Elena Nikitina
Elena Valer'evna Nikitina (in russo Елена Валерьевна Никитина?; traslitterazione anglosassone Elena Valeryevna Nikitina; Mosca, 2 ottobre 1992) è una skeletonista russa, medaglia di bronzo olimpica a Soči 2014, vincitrice della Coppa del Mondo nel 2018/19 nonché quattro volte campionessa europea.

## Carriera

### 2009–2013
Proveniente dal calcio, nel 2008 iniziò a praticare lo skeleton e nel 2009 venne inserita nella squadra nazionale russa. Debuttò in Coppa Europa il 26 novembre 2010 a Cesana Torinese, nella prima tappa dell'annata2010/11, chiudendo la sua prima stagione agonistica al quindicesimo posto in classifica generale. 
L'anno successivo, oltre a cimentarsi nella Coppa Europa, esordì anche in Coppa Intercontinentale, il circuito mondiale di secondo livello, disputando la prima metà della stagione 2011/12 e chiudendo sedicesima nella graduatoria di fine anno. Fu inoltre ottava ai campionati mondiali juniores di Innsbruck 2012.
Debuttò in Coppa del Mondo nella stagione 2012/13, il 7 dicembre 2012 a Winterberg, dove si piazzò in decima posizione, la settimana seguente vinse la medaglia d'oro nella rassegna iridata juniores disputatasi a Innsbruck e il 18 gennaio 2013 ottenne il suo primo podio nonché la sua prima vittoria in Coppa del Mondo a Innsbruck, precedendo al traguardo la statunitense Noelle Pikus-Pace e la connazionale Marija Orlova. Dopo alcune sporadiche apparizioni in Coppa Nordamericana, dove fu settima a fine stagione, e in Coppa Intercontinentale, chiuse l'annata partecipando ai campionati mondiali di Sankt Moritz 2013 classificandosi in quindicesima posizione nel singolo. Conquistò il suo primo titolo "senior" vincendo la medaglia d'oro ai campionati europei di Innsbruck 2013.

### 2014: la medaglia olimpica

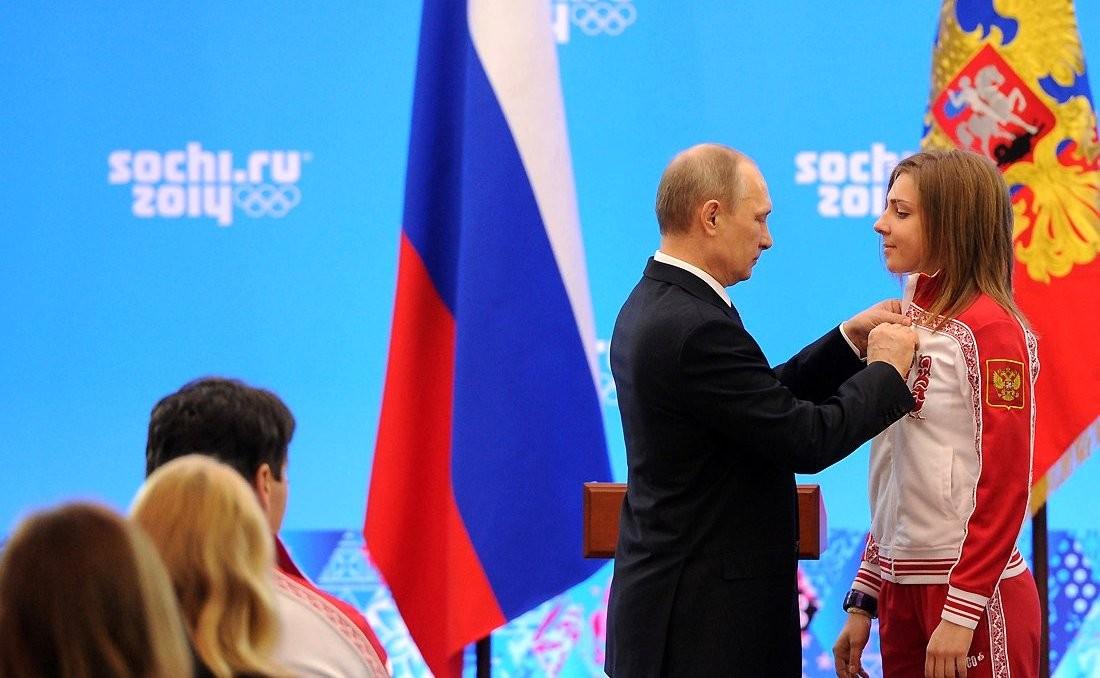
Elena Nikitina a Soči il 24 febbraio 2014 mentre viene premiata dal presidente russo Vladimir Putin con la medaglia dell'ordine al merito per la Patria

Disputò la sua prima stagione completa nel massimo circuito mondiale nel 2013/14, ottenendo un secondo posto nella gara di apertura a Calgary e terminando la stagione al tredicesimo posto in classifica generale.

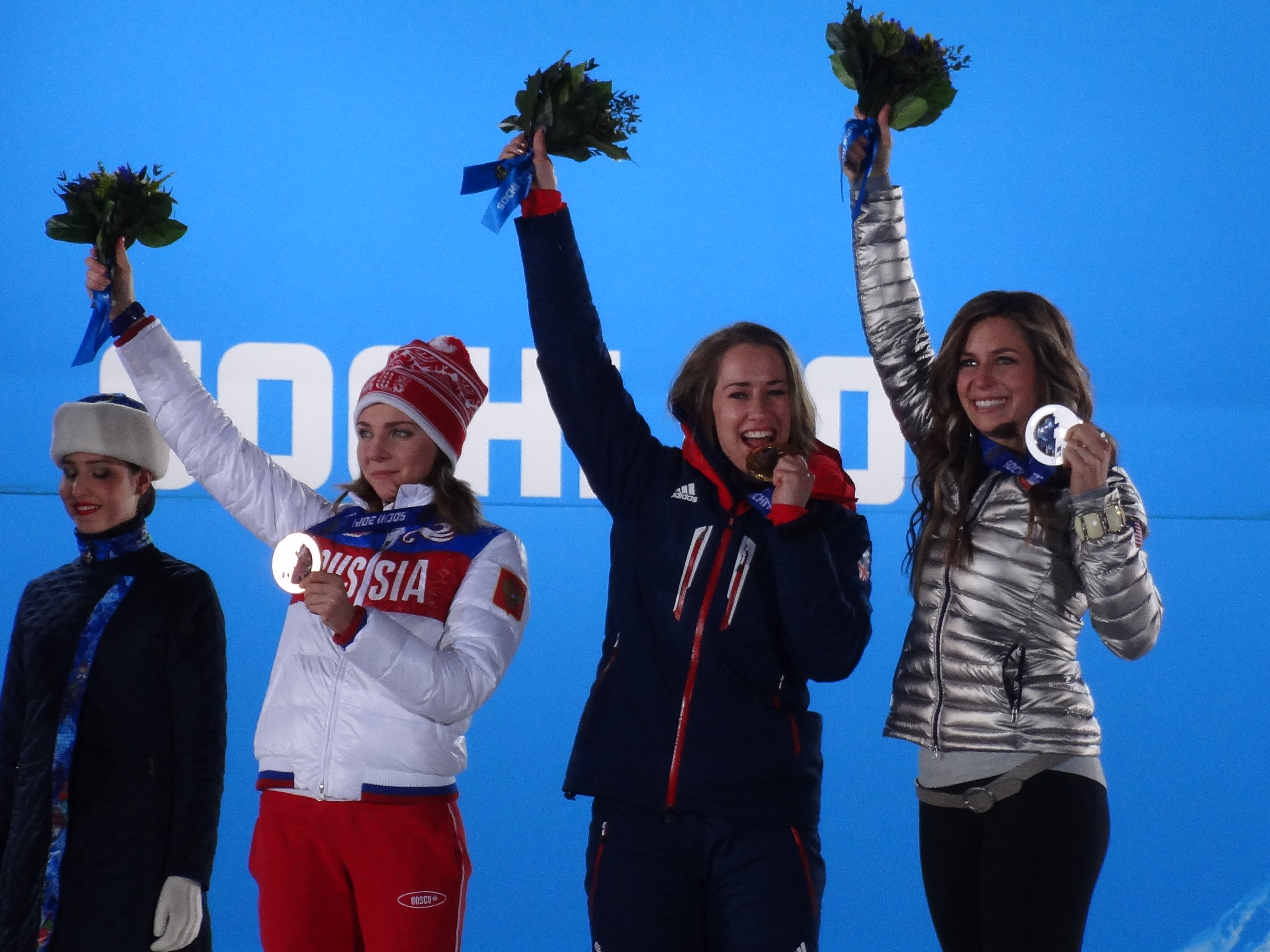
Elena Nikitina (a sinistra) sul podio olimpico di

Il 2014 fu però soprattutto l'anno dei Giochi olimpici invernali di Soči 2014, rassegna casalinga nella quale Elena Nikitina conquistò la medaglia di bronzo nella gara individuale, preceduta dalla britannica Elizabeth Yarnold, vincitrice dell'edizione, e dalla statunitense Noelle Pikus-Pace. Tre anni e mezzo dopo, il 22 novembre 2017, la commissione disciplinare del Comitato Olimpico Internazionale prese atto delle violazioni alle normative antidoping compiute dall'atleta in occasione di quelle Olimpiadi, annullando conseguentemente il risultato ottenuto, obbligandola a restituire la medaglia ricevuta e proibendole di partecipare a qualunque titolo a future edizioni dei Giochi olimpici. Successivamente il 1º febbraio 2018 il Tribunale Arbitrale dello Sport accolse il ricorso presentato dall'atleta russa revocando così tutte le sanzioni comminatele dal CIO e restituendole quindi la medaglia di bronzo.

### 2015–2017
Dopo l'exploit olimpico, nella stagione successiva di Coppa del Mondo disputò cinque gare, totalizzando soltanto due piazzamenti tra le prime dieci, tra cui un terzo posto ottenuto nella tappa di Altenberg; fu nuovamente ottava ai mondiali juniores di Altenberg 2015 e non riuscì a concludere la gara nell'appuntamento clou dell'annata, ovvero i campionati mondiali di Winterberg 2015.

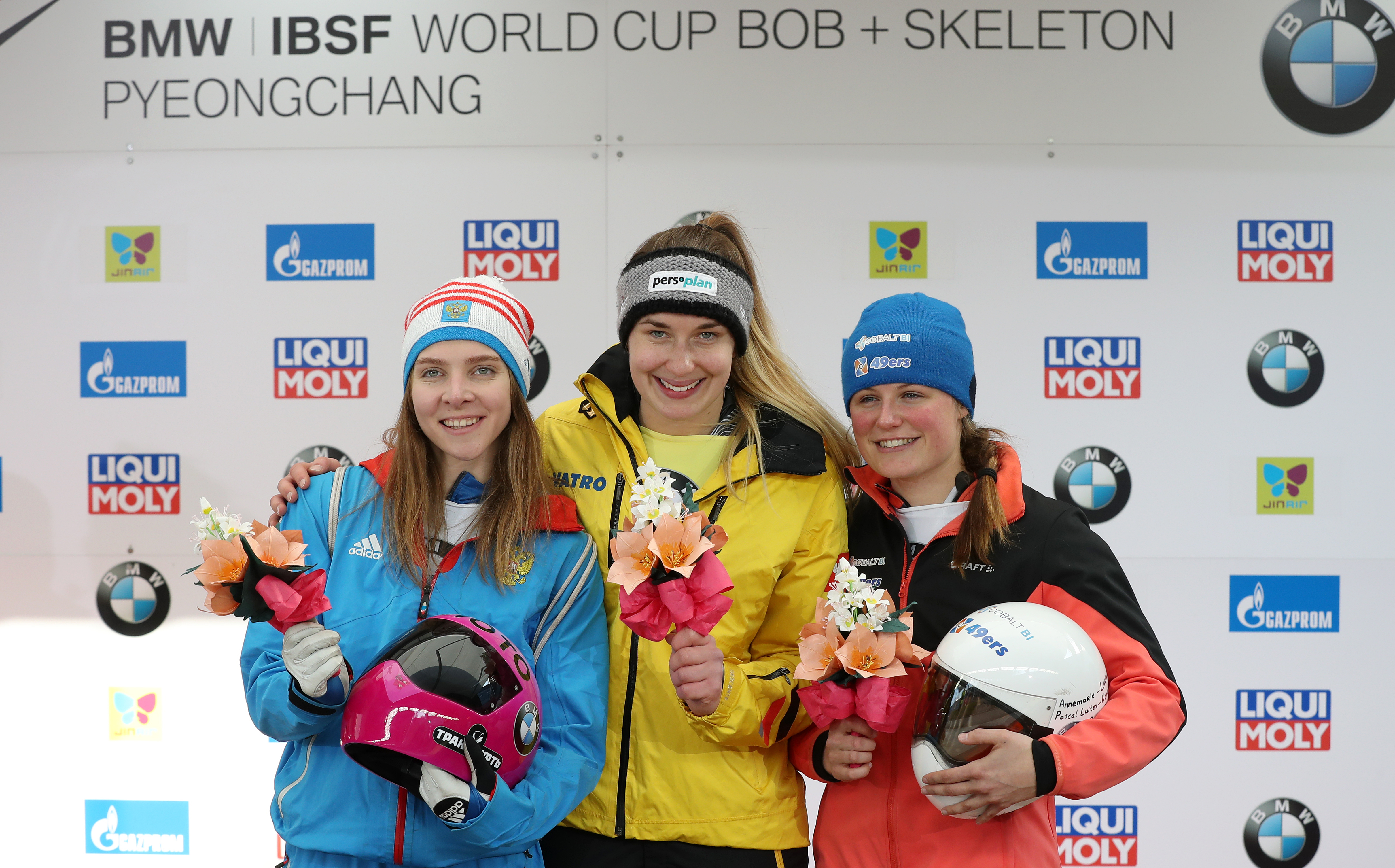
Elena Nikitina (a sinistra) sul podio a Pyeongchang, dove fu seconda nell'ultima tappa della Coppa del Mondo 2016/17

Nel 2015/16 Nikitina si divise tra la Coppa del Mondo, dove non ottenne piazzamenti di rilievo, e la Coppa Intercontinentale, nella quale raggiunse il decimo posto in classifica generale, che rimarrà suo miglior risultato nel circuito di secondo livello. Chiuse l'anno conquistando la medaglia di bronzo individuale ai campionati mondiali di Innsbruck 2016, preceduta dalla tedesca Tina Hermann e dall'atleta di casa Janine Flock, mentre nella prova a squadre la sua nazionale giunse seconda ma venne squalificata a marzo 2021 conseguentemente alla vicenda doping che portò all'estromissione di Aleksandr Kas'janov, compagno di squadra della Nikitina, da tutti i risultati successivi alle olimpiadi del 2014.
Nell'annata successiva, il 2016/17, si dedicò interamente alla Coppa del Mondo ottenendo un unico piazzamento sul podio, nella tappa finale di Pyeongchang, dove fu seconda; ai mondiali di Schönau am Königssee 2017 fu invece nona nel singolo e nuovamente squalificata nella gara a squadre per lo stesso motivo dell'edizione precedente (l'esclusione di Kas'janov e stavolta anche del suo frenatore Aleksej Puškarëv).

### 2018–2020
L'annata 2017/18 si aprì con i migliori auspici per Elena Nikitina con la conquista a Innsbruck del suo secondo titolo europeo; segnò inoltre una svolta positiva anche in Coppa del Mondo, dove centrò due vittorie, a Park City e a Innsbruck, un ulteriore podio e altri tre piazzamenti tra le prime dieci che le permisero di insediarsi al quarto posto finale in classifica generale. Nonostante ciò le vicissitudini legate alla vicenda della medaglia olimpica di Soči 2014, prima revocata e poi restituitale, non le permisero di partecipare all'imminente rassegna olimpica di Pyeongchang 2018.

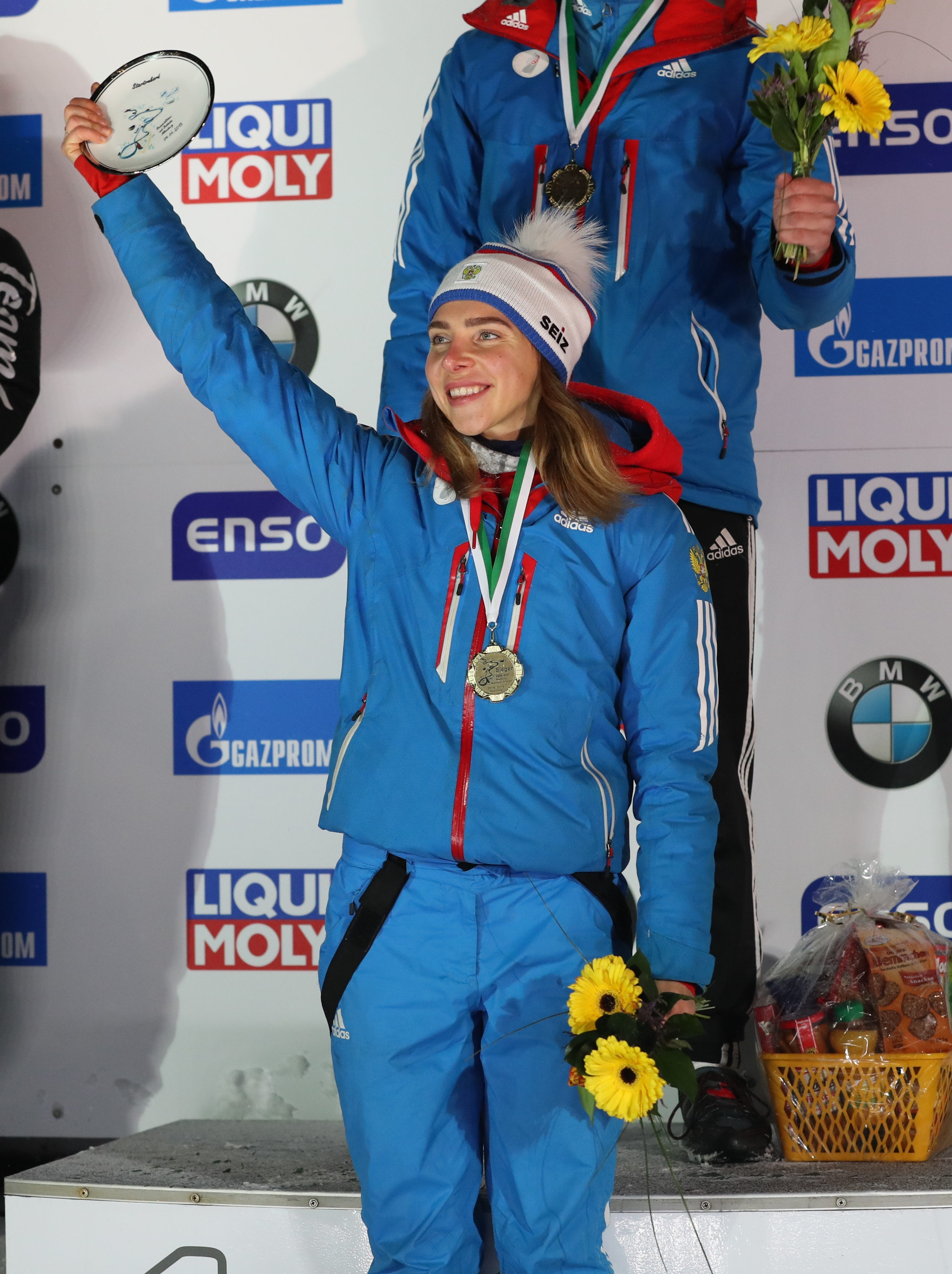
Elena Nikitina vittoriosa nella tappa di Altenberg della Coppa del Mondo 2018/19

Nella stagione 2018/19 di Coppa del Mondo si piazzò tra le prime cinque in tutti e otto gli appuntamenti stagionali, ottenendo tre vittorie e due secondi posti; grazie a questi risultati trionfò in classifica generale, prima skeletonista russa a imporsi nel massimo circuito mondiale. Nella rassegna iridata di Whistler 2019 fu invece quinta nel singolo e ottava nella competizione a squadre, mentre in quella europea di Innsbruck 2019 fu medaglia d'argento. 
Anche l'annata 2019/20 fu soddisfacente in termini di risultati ottenuti in Coppa, ma nonostante tre vittorie, un podio e tutti i piazzamenti nella top ten, terminò la stagione al terzo posto in classifica generale. Conquistò il suo terzo alloro continentale a Sigulda 2020 e chiuse la rassegna mondiale di Altenberg 2020 al quinto posto individuale e al dodicesimo a squadre.

### 2021–2022

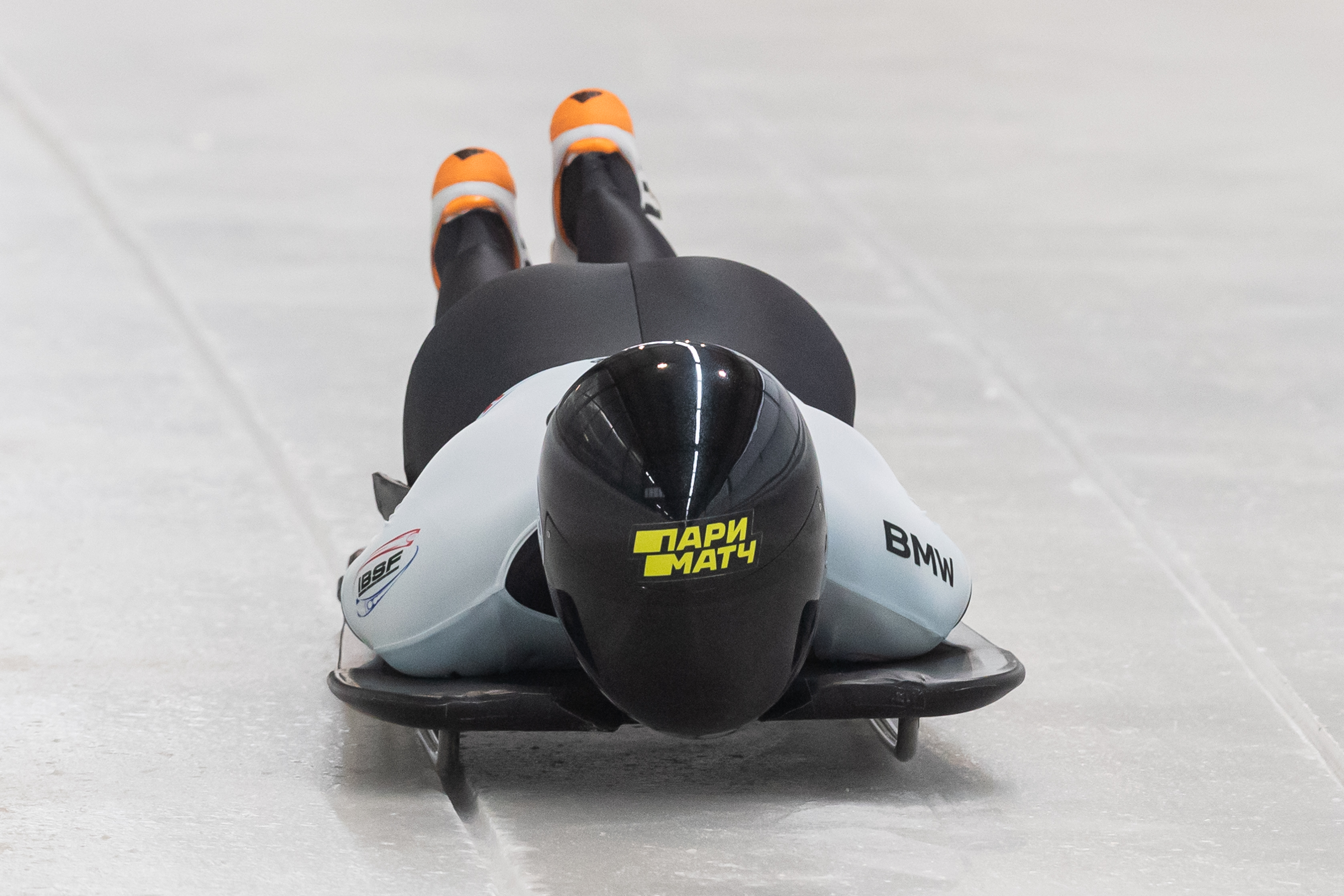
Elena Nikitina in gara ai campionati mondiali di Altenberg 2021

Nel 2020/21 saltò due tappe e chiuse la stagione al sesto posto finale, con un bilancio di tre vittorie e un secondo posto. A gennaio 2021 conquistò il suo quarto titolo europeo (il terzo in quattro anni) nell'edizione di Winterberg 2021, divenendo l'atleta più titolata nella competizione continentale a pari merito con la tedesca Anja Huber. Un mese più tardi andò a segno anche ai campionati mondiali di Altenberg 2021, conquistando la medaglia di bronzo sia nella prova individuale che in quella a squadre (in coppia con Aleksandr Tret'jakov), gareggiando in entrambe sotto la sigla "BFR", acronimo di Bobsleigh Federation of Russia (Federazione Russa di Bob), in quanto la squadra nazionale russa non poté prendere parte alla rassegna iridata esibendo il proprio nome a causa delle sanzioni conseguenti la vicenda doping emersa dopo i Giochi olimpici di Soči 2014.
Iniziò la stagione 2021/22 con due vittorie a Innsbruck e un ulteriore podio che le consentirono di chiudere al terzo posto in classifica generale; agli europei di Sankt Moritz colse invece la sesta piazza.

## Palmarès

### Olimpiadi
- 1 medaglia:
  - 1 bronzo (singolo a Soči 2014).

### Mondiali
- 3 medaglie:
  - 3 bronzi (singolo a Igls 2016; singolo, gara a squadre ad Altenberg 2021).

### Europei
- 5 medaglie:
  - 4 ori (singolo a Igls 2013; singolo a Igls 2018; singolo a Sigulda 2020; singolo a Winterberg 2021);
  - 1 argento (singolo a Innsbruck 2019).

### Mondiali juniores
- 1 medaglia:
  - 1 oro (singolo a Igls 2013).

### Coppa del Mondo
- Vincitrice della classifica generale nel singolo nel 2018/19.
- 23 podi (tutti nel singolo):
  - 14 vittorie;
  - 5 secondi posti;
  - 4 terzi posti.

#### Coppa del Mondo - vittorie
| Data             | Luogo       | Paese       | Disciplina |
| ---------------- | ----------- | ----------- | ---------- |
| 18 gennaio 2013  | Igls        | Austria     | singolo    |
| 18 novembre 2017 | Park City   | Stati Uniti | singolo    |
| 15 dicembre 2017 | Igls        | Austria     | singolo    |
| 9 dicembre 2018  | Sigulda     | Lettonia    | singolo    |
| 4 gennaio 2019   | Altenberg   | Germania    | singolo    |
| 15 febbraio 2019 | Lake Placid | Stati Uniti | singolo    |
| 13 dicembre 2019 | Lake Placid | Stati Uniti | singolo    |
| 10 gennaio 2020  | La Plagne   | Francia     | singolo    |
| 16 febbraio 2020 | Sigulda     | Lettonia    | singolo    |
| 11 dicembre 2020 | Innsbruck   | Austria     | singolo    |
| 8 gennaio 2021   | Winterberg  | Germania    | singolo    |
| 29 gennaio 2021  | Innsbruck   | Austria     | singolo    |
| 19 novembre 2021 | Innsbruck   | Austria     | singolo    |
| 20 novembre 2021 | Innsbruck   | Austria     | singolo    |

### Circuiti minori

#### Coppa Intercontinentale
- Miglior piazzamento in classifica generale: 10ª nel 2015/16.
- 5 podi (tutti nel singolo):
  - 5 vittorie.

#### Coppa Europa
- Miglior piazzamento in classifica generale: 15ª nel 2010/11.

#### Coppa Nordamericana
- Miglior piazzamento in classifica generale: 7ª nel 2013/14;
- 2 podi (nel singolo):
  - 2 secondi posti.